# Electrophorus varii
Electrophorus varii ist eine Fischart aus der Gattung der Zitteraale (Electrophorus), die im Amazonastiefland von den ecuadorianischen und peruanischen Anden im Westen bis zur Mündung des Amazonas im Osten vorkommt. Die Erstbeschreibung der Art erschien im September 2019, nachdem entdeckt wurde, dass sich unter der Bezeichnung Electrophorus electricus, im Jahr 1766 durch Carl von Linné eingeführt, drei kryptische Arten verbargen, die sich äußerlich sehr ähneln, genetisch aber deutlich unterscheiden. Electrophorus varii wurde zu Ehren des US-amerikanischen Ichthyologen Richard P. Vari (1949–2016) benannt. Terra typica ist der Rio Goiapi auf der Insel Marajó im Mündungsbereich des Amazonas.

## Merkmale
Electrophorus varii erreicht eine Durchschnittslänge von einem Meter; das längste für die Erstbeschreibung untersuchte Exemplar war 148 cm lang. Die Körperhöhe liegt bei 4,1 bis 10,8 % der Gesamtlänge, die Breite des Körpers liegt bei 4 bis 8,1 % der Gesamtlänge. Die Kopflänge beträgt 8,1 bis 14,2 % der Gesamtlänge. Der Kopf ist verglichen mit dem von Electrophorus voltai von oben oder unten gesehen schmal, von der Seite gesehen aber höher. Das Cleithrum, ein paariger Deckknochen im Schultergürtel der Fische, befindet sich zwischen dem ersten und dem zweiten Wirbel, bei den beiden anderen Zitteraalarten liegt es zwischen dem fünften und sechsten Wirbel. Die lange Afterflosse wird von 320 bis 395 Flossenstrahlen gestützt (325 bis 386 bei Electrophorus electricus und 320  bis 420 bei Electrophorus voltai), die Brustflossen besitzen 20 bis 28 Flossenstrahlen  (32 bis 38 bei Electrophorus electricus und 23 bis 31 bei Electrophorus voltai). Die Seitenlinie wird von 124 bis 186 Schuppen begleitet (88 bis 101 bei Electrophorus electricus und 112 bis 146 bei Electrophorus voltai). Ein helles Band entlang den Körperseiten, das bei den beiden anderen Zitteraalarten hin und wieder vorkommt, fehlt bei Electrophorus varii stets. Die höchste bei der Entladung der elektrischen Organe gemessene Spannung lag bei 572 V. Das Exemplar, bei dem diese Spannung gemessen wurde, hatte eine Länge von 60,9 cm.

## Lebensraum
Im Lebensraum von Electrophorus varii im Amazonastiefland ist das Wasser normalerweise sauerstoffarm, die Flüsse fließen träge dahin, der Bodengrund ist sandig oder schlammig, Stromschnellen und Wasserfälle sind nicht vorhanden. In Weißwasserflüssen ist die elektrische Leitfähigkeit hoch (60–350 µScm), in Schwarzwasserflüssen dagegen niedrig (<30 µScm).

## Belege
1. 1 2 3  C. David de Santana, William G. R. Crampton, Casey B. Dillman, Renata G. Frederico, Mark H. Sabaj, Raphaël Covain, Jonathan Ready, Jansen Zuanon, Renildo R. de Oliveira, Raimundo N. Mendes-Júnior, Douglas A. Bastos, Tulio F. Teixeira, Jan Mol, Willian Ohara, Natália Castro e Castro, Luiz A. Peixoto, Cleusa Nagamachi, Leandro Sousa, Luciano F. A. Montag, Frank Ribeiro, Joseph C. Waddell, Nivaldo M. Piorsky, Richard P. Vari & Wolmar B. Wosiacki: Unexpected species diversity in electric eels with a description of the strongest living bioelectricity generator. Nature Communications, Volume 10, Article number: 4000, 2019, doi:10.1038/s41467-019-11690-z.